# Morti il 2 febbraio
| Questa pagina contiene informazioni ricavate automaticamente dalle voci biografiche con l'ausilio del template Bio e di un bot. L'aggiornamento è periodico e automatico e ricostruisce completamente la pagina. Se manca una persona in questa lista, sei pregato di non aggiungerla, ma accertati piuttosto che la sua voce biografica contenga il template Bio e che i dati anagrafici siano correttamente compilati. Se il template Bio manca, inseriscilo tu stesso o, in alternativa, metti l'avviso {{tmp\|Bio}} che ne segnala la mancanza. Se i dati riportati sono sbagliati, correggi direttamente la voce biografica; le modifiche saranno visibili in questa lista entro pochi giorni. Per chiarimenti vedi il progetto biografie. La lista contiene solo le 649 persone che sono citate nell'enciclopedia e per le quali è stato implementato correttamente il template Bio. Pagina aggiornata al 17 ago 2025. |

## III secolo(1)
- 250 - San Trifone, santo greco antico (n. 232)

## VII secolo(1)
- 619 - Lorenzo di Canterbury, vescovo e santo britannico

## VIII secolo(1)
- 745 - Adeloga di Kitzingen, santa franca

## IX secolo(4)
- 880 - Bruno di Sassonia, nobile tedesco
- 880 - Lotario I di Stade, nobile tedesco (n. 840)
- 880 - Marquardo di Hildesheim, vescovo tedesco
- 880 - Teodorico di Minden, vescovo cattolico tedesco

## X secolo(1)
- 999 - Mansur II, emiro

## XI secolo(1)
- 1062 - Atenolfo I di Gaeta, conte longobardo

## XII secolo(2)
- 1124 - Bořivoj II di Boemia, sovrano boemo
- 1154 - Vjačeslav I Vladimirovič, nobile russo (n. 1083)

## XIII secolo(6)
- 1212 - Bernardo di Sassonia, nobile tedesco
- 1218 - Costantino di Vladimir, nobile (n. 1186)
- 1237 - Giovanna del Galles, nobile normanna
- 1250 - Erik XI di Svezia, re svedese (n. 1216)
- 1276 - Rolandino da Padova, giurista italiano (n. 1200)
- 1294 - Ludovico II del Palatinato, nobile tedesco (n. 1229)

## XIV secolo(9)
- 1307 - Temür Khan, imperatore cinese (n. 1265)
- 1338 - Simone Fidati, religioso italiano
- 1339 - Jón Halldórsson, vescovo cattolico norvegese (n. 1275)
- 1348 - Narimantas, nobile lituano (n. 1294)
- 1353 - Anna di Baviera, sovrana tedesca (n. 1329)
- 1360 - Ruggero Mortimer, II conte di March, nobile britannico
- 1365 - Pietro Cambiani, presbitero italiano (n. 1320)
- 1392 - Agnese d'Austria, principessa (n. 1322)
- 1399 - Guido II Gonzaga, nobile italiano (n. 1340)

## XV secolo(10)
- 1416 - Racek Kobyla di Dvorce, nobile ceco
- 1432 - Elisabetta Visconti, nobile (n. 1374)
- 1435 - Giovanna II di Napoli, regina (n. 1371)
- 1441 - Margherita di Borgogna (n. 1393)
- 1442 - Rinaldo degli Albizzi, politico italiano (n. 1370)
- 1442 - Guglielmo da Casale, religioso italiano
- 1446 - Vittorino da Feltre, umanista e educatore italiano
- 1449 - Ibn Hajar al-'Asqalani, giurista arabo (n. 1372)
- 1461 - Owen Tudor, militare gallese
- 1491 - Martin Schongauer, pittore e incisore tedesco

## XVI secolo(13)
- 1512 - Lancino Curti, poeta italiano
- 1512 - Hatuey, condottiero nativo americano
- 1537 - Johann Carion, astronomo tedesco (n. 1499)
- 1552 - Lilio Gregorio Giraldi, umanista italiano (n. 1479)
- 1561 - Giovanni Andrea Mercurio, cardinale e arcivescovo cattolico italiano (n. 1518)
- 1563 - Hans Neusidler, compositore e liutista tedesco (n. 1508)
- 1563 - Lorenzo Torrentino, tipografo e umanista olandese (n. 1499)
- 1580 - Bessho Nagaharu, militare giapponese (n. 1558)
- 1590 - Caterina de' Ricci, religiosa italiana (n. 1522)
- 1592 - Ana de Mendoza, nobile spagnola (n. 1540)
- 1593 - Claudia Rangoni, nobildonna italiana (n. 1537)
- 1594 - Giovanni Pierluigi da Palestrina, compositore e organista italiano (n. 1525)
- 1595 - Ștefan I Surdul, principe

## XVII secolo(22)
- 1602 - Cesare Costa, arcivescovo cattolico, diplomatico e giurista italiano (n. 1530)
- 1606 - Gianandrea Doria, ammiraglio e nobile italiano (n. 1539)
- 1621 - Giovanni Battista Brivio, vescovo cattolico italiano (n. 1560)
- 1627 - Giacomo Bosio, storico italiano (n. 1544)
- 1628 - Hushang Mirza, principe indiano (n. 1604)
- 1637 - Tabanıyassi Mehmed Pascià, politico ottomano (n. 1589)
- 1640 - Giovanna di Lestonnac, religiosa francese (n. 1556)
- 1655 - Sébastien Zamet, vescovo cattolico francese (n. 1588)
- 1660 - Giovanni Lorenzo Baldano, poeta e magistrato italiano (n. 1576)
- 1660 - Govert Flinck, pittore olandese (n. 1615)
- 1660 - Leonardo Foscolo, militare italiano (n. 1588)
- 1660 - Gastone d'Orléans, principe francese (n. 1608)
- 1661 - Luca Olstenio, umanista, geografo e storico tedesco (n. 1596)
- 1668 - Antonio del Castillo y Saavedra, pittore spagnolo (n. 1616)
- 1673 - Kaspar Förster il Giovane, compositore e cantante lirico tedesco (n. 1616)
- 1677 - Sigismondo Alfonso Thun, vescovo cattolico italiano (n. 1621)
- 1682 - Jean Le Pautre, incisore francese (n. 1618)
- 1684 - Giacomo Rospigliosi, cardinale italiano (n. 1628)
- 1686 - Pierre Poussines, gesuita, grecista e teologo francese (n. 1609)
- 1688 - Abraham Duquesne, ammiraglio francese (n. 1610)
- 1691 - Alessandro II Pico della Mirandola, nobile e militare italiano (n. 1631)
- 1697 - Innocenzo Innocenti, religioso italiano (n. 1624)

## XVIII secolo(24)
- 1704 - Guillaume François Antoine marchese de l'Hôpital, nobile e matematico francese (n. 1661)
- 1711 - Livia Cesarini, nobile italiana (n. 1646)
- 1712 - Martin Lister, medico, naturalista e geologo inglese
- 1716 - Johanna Theresia Lamberg, nobildonna austriaca (n. 1639)
- 1717 - Daniel Voysin de La Noiraye, politico e nobile francese (n. 1654)
- 1722 - Antonio Cordeiro, gesuita e storico portoghese (n. 1641)
- 1723 - Antonio Maria Valsalva, medico, anatomista e chirurgo italiano (n. 1666)
- 1726 - Girolamo di Colloredo-Waldsee, nobile e diplomatico austriaco (n. 1674)
- 1727 - Giancarlo Aliberti, pittore italiano (n. 1670)
- 1729 - Pietro Baratta, scultore italiano (n. 1668)
- 1743 - Martino Bitti, compositore e violinista italiano (n. 1656)
- 1763 - Giosia I di Waldeck-Bergheim, nobile (n. 1696)
- 1768 - Robert Smith, matematico britannico (n. 1689)
- 1769 - Papa Clemente XIII, papa, vescovo cattolico e cardinale italiano (n. 1693)
- 1773 - Gregorio Guglielmi, pittore italiano (n. 1714)
- 1774 - Ludwig von Kahlen, militare danese (n. 1704)
- 1788 - James Stuart, architetto, pittore e archeologo britannico (n. 1713)
- 1789 - Armand-Louis Couperin, compositore e organista francese (n. 1727)
- 1790 - Friedrich Wolfgang Reiz, filologo classico e linguista tedesco (n. 1733)
- 1792 - Elizaveta Romanovna Voroncova, nobildonna russa (n. 1739)
- 1793 - William Aiton, botanico scozzese (n. 1731)
- 1793 - James Stuart, generale britannico (n. 1731)
- 1794 - Marie Fel, soprano francese (n. 1713)
- 1799 - Angelo Giusti, fantino italiano

## XIX secolo(83)
- 1804 - Jacques Draparnaud, naturalista e botanico francese (n. 1772)
- 1804 - Giovanni Battista Tempesti, pittore italiano (n. 1729)
- 1804 - George Walton, politico statunitense (n. 1749)
- 1808 - Virgilio Cavina, matematico italiano (n. 1731)
- 1808 - Luciano Xavier Santos, compositore portoghese (n. 1734)
- 1812 - Agapio III Matar, vescovo cattolico e patriarca cattolico siriano (n. 1736)
- 1812 - Isaac Titsingh, diplomatico olandese (n. 1745)
- 1816 - Sophie von Fersen, nobildonna svedese (n. 1757)
- 1817 - Girolamo Baruffaldi, gesuita e letterato italiano (n. 1740)
- 1819 - Johann Joseph Wilczek, militare austriaco (n. 1738)
- 1824 - Luigi Pandolfi, cardinale italiano (n. 1751)
- 1824 - Luigi Sucini, fantino italiano (n. 1746)
- 1826 - Anthelme Brillat-Savarin, politico e gastronomo francese (n. 1755)
- 1830 - Manuel da Costa Ataíde, pittore e scultore brasiliano (n. 1762)
- 1831 - Thomas Hope, banchiere olandese (n. 1769)
- 1833 - Giulio de' Rossi, vescovo cattolico italiano (n. 1754)
- 1836 - Thomas Pakenham, ammiraglio irlandese (n. 1757)
- 1836 - Maria Letizia Ramolino, nobildonna italiana (n. 1750)
- 1837 - Georg Ludwig Hartig, botanico tedesco (n. 1764)
- 1840 - Stefano Bellesini, presbitero austriaco (n. 1774)
- 1842 - Francesco Torti, critico letterario italiano (n. 1763)
- 1844 - Toussaint du Breil de Pontbriand, ufficiale e nobile francese (n. 1776)
- 1848 - Rosalie Lamorlière, francese (n. 1768)
- 1848 - Alessandra Mari, patriota italiana (n. 1770)
- 1849 - Mullā Ḥusaīn, iraniano (n. 1813)
- 1852 - François Libermann, presbitero francese (n. 1802)
- 1854 - Walter Howell Deverell, pittore britannico (n. 1827)
- 1855 - Giuseppe Lanza, principe di Trabia, nobile, politico e archeologo italiano (n. 1780)
- 1860 - Thomas Ignatius Maria Forster, astronomo, naturalista e medico britannico (n. 1789)
- 1861 - Francesco Landi, generale italiano (n. 1792)
- 1861 - Théophane Vénard, presbitero e missionario francese (n. 1829)
- 1863 - Johann Jacob Guggenbühl, medico svizzero (n. 1816)
- 1864 - Francesco Paolo Bozzelli, giurista, filosofo e politico italiano (n. 1786)
- 1864 - Adelaide Anne Procter, poetessa britannica (n. 1825)
- 1865 - Tito Barbieri, patriota italiano (n. 1821)
- 1866 - François-Xavier Garneau, storico, poeta e notaio canadese (n. 1809)
- 1867 - Théogène François Page, ammiraglio francese (n. 1807)
- 1868 - Johanna van Beethoven, austriaca (n. 1786)
- 1871 - József Eötvös, scrittore e politico ungherese (n. 1813)
- 1872 - Pietro Cazzola, imprenditore italiano (n. 1808)
- 1872 - Lorenzo Ceppi, magistrato, funzionario e politico italiano (n. 1802)
- 1872 - Ekaterina Michajlovna Potëmkina, nobildonna russa (n. 1788)
- 1873 - Carlotta di Württemberg, duchessa (n. 1807)
- 1873 - Mariano Herencia Zevallos, politico peruviano (n. 1821)
- 1874 - Julius Adam I, pittore e fotografo tedesco (n. 1826)
- 1875 - Carl Jakob Sundevall, zoologo, ornitologo e aracnologo svedese (n. 1801)
- 1876 - Anton Baumstark, filologo classico tedesco (n. 1800)
- 1876 - Giuseppe Cappelletti, presbitero e storico italiano (n. 1802)
- 1876 - John Forster, critico letterario, scrittore e biografo inglese (n. 1812)
- 1876 - Alajos Pálffy, generale austro-ungarico (n. 1801)
- 1877 - Bernardo Pallastrelli, storico, archeologo e numismatico italiano (n. 1807)
- 1878 - Andrew Bloxam, botanico, naturalista e prete britannico (n. 1813)
- 1879 - Pio Bersani, politico italiano
- 1879 - Cesare Della Vida, banchiere, politico e armatore italiano (n. 1817)
- 1881 - Paolo Gorini, matematico e scienziato italiano (n. 1813)
- 1881 - Aleksej Feofilaktovič Pisemskij, scrittore, drammaturgo e saggista russo (n. 1821)
- 1882 - Fabio Campana, compositore e direttore d'orchestra italiano (n. 1819)
- 1883 - Israel Salanter, teologo e rabbino lituano (n. 1810)
- 1884 - Wendell Phillips, avvocato, oratore e attivista statunitense (n. 1811)
- 1885 - Domenico Turano, vescovo cattolico italiano (n. 1814)
- 1886 - David Hunter, generale statunitense (n. 1802)
- 1886 - Leopoldo di Anhalt, nobile tedesco (n. 1855)
- 1887 - Bernardino Faustini, politico e patriota italiano (n. 1816)
- 1887 - Francesco Magni, oculista e politico italiano (n. 1828)
- 1887 - Luigi Sprega, scacchista italiano (n. 1829)
- 1888 - Félix-Auguste Clément, pittore francese (n. 1826)
- 1889 - Gabriella Thevenin, religiosa italiana (n. 1823)
- 1890 - Pietro Cavoti, artista e pittore italiano (n. 1819)
- 1892 - Chiaffredo Bergia, carabiniere italiano (n. 1840)
- 1892 - Ludwig Eichrodt, drammaturgo e poeta tedesco (n. 1827)
- 1893 - Carl Christoffer Georg Andræ, politico e matematico danese (n. 1812)
- 1893 - Giuseppe Bruno, matematico italiano (n. 1828)
- 1893 - Frederick Augustus Genth, mineralogista e chimico tedesco (n. 1820)
- 1894 - Hans Herzog, generale svizzero (n. 1819)
- 1894 - Marco Mortara, rabbino e insegnante italiano (n. 1815)
- 1895 - Giacomo Grillo, banchiere italiano (n. 1830)
- 1896 - Vincenzo Petrocelli, pittore italiano (n. 1823)
- 1896 - Elisabetta Paolina di Sassonia-Altenburg, duchessa tedesca (n. 1826)
- 1897 - Jean-Marie-Georges Girard, barone di Soubeyran-Raynaud, politico, banchiere e dirigente d'azienda francese (n. 1828)
- 1897 - Luisa Ferdinanda di Borbone-Spagna, principessa spagnola (n. 1832)
- 1898 - Katharina Kasper, religiosa tedesca (n. 1820)
- 1900 - Anton Niklas Sundberg, arcivescovo luterano svedese (n. 1818)
- 1900 - Annie Turner Wittenmyer, scrittrice statunitense (n. 1827)

## XX secolo(309)
- 1902 - Vladimir Gustavovič Tizengauzen, orientalista e numismatico tedesco (n. 1825)
- 1902 - Marie Laetitia Bonaparte-Wyse, scrittrice e nobile francese (n. 1831)
- 1903 - Friedrich Wilhelm Bösenberg, mercante e aracnologo tedesco (n. 1841)
- 1903 - Giuseppe De Nigris, pittore italiano (n. 1832)
- 1903 - Josef Enzensperger, alpinista, meteorologo e avvocato tedesco (n. 1873)
- 1903 - Antoine-Émile Plassan, pittore francese (n. 1817)
- 1904 - Antonio Labriola, filosofo italiano (n. 1843)
- 1904 - Giovanni Malaman, patriota e ingegnere italiano (n. 1824)
- 1904 - William Collins Whitney, politico statunitense (n. 1841)
- 1905 - Robert Eitner, musicologo tedesco (n. 1832)
- 1905 - Henri Germain, banchiere e politico francese (n. 1824)
- 1905 - Loco, condottiero nativo americano
- 1907 - Dmitrij Ivanovič Mendeleev, chimico russo (n. 1834)
- 1908 - Louis Brisson, presbitero francese (n. 1817)
- 1909 - Carlo Acton, pianista e compositore italiano (n. 1829)
- 1909 - Adolf Stoecker, politico, teologo e scrittore tedesco (n. 1835)
- 1909 - Antoine Just Léon Marie di Noailles, nobile francese (n. 1841)
- 1910 - George Willis Kirkaldy, entomologo inglese (n. 1873)
- 1910 - Camille Silvy, fotografo francese (n. 1834)
- 1911 - Sadi Dastarac, calciatore francese (n. 1888)
- 1911 - Charles Méray, matematico francese (n. 1835)
- 1912 - Josef Ettlinger, filologo, critico letterario e traduttore tedesco (n. 1869)
- 1913 - Giovanni Alfazio, prefetto e politico italiano (n. 1838)
- 1913 - Francesco Di Bartolo, pittore e incisore italiano (n. 1826)
- 1913 - Gustaf de Laval, ingegnere, inventore e imprenditore svedese (n. 1845)
- 1915 - Michel Abonnel, pittore francese (n. 1881)
- 1917 - Giovanni Alessio, avvocato e politico italiano (n. 1862)
- 1918 - Paolo D'Oncieu de la Bâtie, militare e politico italiano (n. 1829)
- 1918 - Alphonse Lévy, pittore e illustratore francese (n. 1843)
- 1918 - Oreste Salomone, aviatore e militare italiano (n. 1879)
- 1918 - John L. Sullivan, pugile statunitense (n. 1858)
- 1918 - Leone Viale, politico italiano (n. 1851)
- 1919 - Hippolyte Bernheim, medico e neurologo francese (n. 1840)
- 1919 - Xavier Leroux, compositore e docente francese (n. 1863)
- 1919 - Nicola Salvatore Dino, matematico italiano (n. 1843)
- 1920 - Otto Bütschli, biologo, entomologo e botanico tedesco (n. 1848)
- 1920 - Wilberforce Eaves, tennista britannico (n. 1867)
- 1920 - Idelfonso Nieri, filologo italiano (n. 1853)
- 1920 - Pál Szinyei Merse, pittore e politico ungherese (n. 1845)
- 1921 - Andrea Carlo Ferrari, cardinale e arcivescovo cattolico italiano (n. 1850)
- 1921 - Luigi Mancinelli, direttore d'orchestra, compositore e violoncellista italiano (n. 1848)
- 1921 - Diego Tajani, magistrato e politico italiano (n. 1827)
- 1922 - Henri Pouctal, regista francese (n. 1860)
- 1924 - Harry Allen, golfista statunitense (n. 1876)
- 1924 - Aleksa Šantić, poeta serbo (n. 1868)
- 1925 - Antti Aarne, scrittore finlandese (n. 1867)
- 1925 - Jaap Eden, pattinatore di velocità su ghiaccio e pistard olandese (n. 1873)
- 1926 - Eugenio Faina, politico e militare italiano (n. 1846)
- 1926 - Emilio Marsili, scultore italiano (n. 1841)
- 1926 - Vladimir Aleksandrovič Suchomlinov, generale russo (n. 1848)
- 1927 - Luigi Bazzani, architetto, pittore e scenografo italiano (n. 1836)
- 1928 - Sergej Sergeevič Solomko, pittore, illustratore e disegnatore russo (n. 1867)
- 1929 - Henri Biva, pittore francese (n. 1848)
- 1929 - Charles Frechon, pittore francese (n. 1856)
- 1929 - Adolfo Mangini, storico e commediografo italiano (n. 1854)
- 1929 - Georgina Moncreiffe, nobildonna scozzese (n. 1846)
- 1929 - Marija Konstatinovna Naryškina, nobildonna russa (n. 1861)
- 1929 - Ludwig Wittmack, botanico e micologo tedesco (n. 1839)
- 1930 - Lakhajirajsinhji II Bavajirajsinhji, principe e crickettista indiano (n. 1885)
- 1931 - Adolfo Magrini, architetto italiano (n. 1858)
- 1931 - Kajetan Mérey, diplomatico austro-ungarico (n. 1861)
- 1932 - Vittore Deliliers, tenore italiano (n. 1849)
- 1932 - Alexander Maunder, tiratore a segno britannico (n. 1861)
- 1933 - Gaston de Pawlowski, scrittore e inventore francese (n. 1874)
- 1934 - Maria Domenica Mantovani, religiosa italiana (n. 1862)
- 1935 - Benedetto Cirmeni, politico e giornalista italiano (n. 1854)
- 1936 - Georges Garnier, calciatore, velocista e mezzofondista francese (n. 1878)
- 1936 - Salvatore Pietrocola, militare italiano (n. 1905)
- 1936 - Jevhen Pavlovyč Plužnyk, poeta, scrittore e drammaturgo ucraino (n. 1898)
- 1936 - Amedeo De Rege Thesauro, militare italiano (n. 1903)
- 1937 - Giovanni Andreozzi, militare italiano (n. 1907)
- 1937 - Reinhold Hanisch, pittore cecoslovacco (n. 1884)
- 1938 - George Auriol, grafico, pittore e compositore francese (n. 1863)
- 1938 - Vincenzo Casagrandi, storico e archeologo italiano (n. 1847)
- 1938 - Enrico Comani, aviatore italiano (n. 1906)
- 1939 - Vladimir Grigor'evič Šuchov, architetto e ingegnere russo (n. 1853)
- 1940 - Cleonte Chinarelli, scultore e decoratore italiano (n. 1862)
- 1940 - Albert Courquin, calciatore francese (n. 1898)
- 1940 - Carl Grünberg, filosofo, sociologo e economista tedesco (n. 1861)
- 1940 - Vsevolod Ėmil'evič Mejerchol'd, regista russo (n. 1874)
- 1941 - Auguste Béhal, chimico francese (n. 1859)
- 1941 - Vicente Pascual Pastor, architetto spagnolo (n. 1865)
- 1941 - Berto Ricci, scrittore, poeta e giornalista italiano (n. 1905)
- 1941 - Johannes Schlaf, scrittore tedesco (n. 1862)
- 1942 - Ado Birk, politico, avvocato e diplomatico estone (n. 1883)
- 1942 - Leonetto Cappiello, pubblicitario, illustratore e pittore italiano (n. 1875)
- 1942 - Daniil Charms, scrittore, poeta e drammaturgo sovietico (n. 1905)
- 1942 - Otto Krappan, allenatore di calcio ungherese (n. 1886)
- 1942 - François Rom, schermidore belga (n. 1882)
- 1943 - Günther Angern, generale tedesco (n. 1893)
- 1943 - Ganga Singh, sovrano indiano (n. 1880)
- 1944 - Monzō Akiyama, militare giapponese (n. 1891)
- 1944 - Ettore Arena, partigiano italiano (n. 1923)
- 1944 - Enzio Malatesta, giornalista e partigiano italiano (n. 1914)
- 1945 - Adolf Brand, giornalista, insegnante e scrittore tedesco (n. 1874)
- 1945 - Camillo Cimati, agronomo e politico italiano (n. 1861)
- 1945 - Alfred Delp, gesuita tedesco (n. 1907)
- 1945 - Carl Friedrich Goerdeler, politico tedesco (n. 1884)
- 1945 - Gustav Heistermann von Ziehlberg, generale tedesco (n. 1898)
- 1945 - Joe Hunt, tennista statunitense (n. 1919)
- 1945 - Ugo Macchieraldo, ufficiale e partigiano italiano (n. 1909)
- 1945 - Eugenio Olivero, ingegnere e saggista italiano (n. 1870)
- 1945 - Ferdinando Maria Poggioli, regista e sceneggiatore italiano (n. 1897)
- 1945 - Fëdor Andrianovič Poletaev, partigiano sovietico (n. 1909)
- 1945 - Johannes Popitz, politico tedesco (n. 1884)
- 1945 - Enrico Serra, partigiano italiano (n. 1921)
- 1946 - Désiré Georges Jean Marie Bois, botanico e agronomo francese (n. 1856)
- 1948 - Gertrude Barrows Bennett, scrittrice statunitense (n. 1883)
- 1948 - Smaranda Brăescu, aviatrice romena (n. 1897)
- 1948 - Gennaro Mondaini, storico, economista e docente italiano (n. 1874)
- 1948 - Bevil Rudd, velocista e mezzofondista sudafricano (n. 1895)
- 1948 - Tom Wilson, calciatore inglese (n. 1896)
- 1948 - Ildegarda Maria di Baviera, principessa tedesca (n. 1881)
- 1949 - Richard Bienert, politico cecoslovacco (n. 1881)
- 1949 - Ernesto de' Conno, chimico italiano (n. 1884)
- 1949 - Pio Lobetti Bodoni, ammiraglio italiano (n. 1867)
- 1950 - Constantin Carathéodory, matematico greco (n. 1873)
- 1951 - Ernst Gossweiler, calciatore svizzero (n. 1888)
- 1951 - Antonio Rizzo, generale italiano (n. 1885)
- 1953 - Carlo Asinari, cavaliere italiano (n. 1884)
- 1953 - Alan Curtis, attore statunitense (n. 1909)
- 1953 - Bergliot Ibsen, mezzosoprano norvegese (n. 1869)
- 1953 - David Katz, psicologo tedesco (n. 1884)
- 1954 - Edith How-Martyn, attivista britannica (n. 1875)
- 1954 - Heinz Schattner, sollevatore tedesco (n. 1912)
- 1954 - Hella Wuolijoki, scrittrice, imprenditrice e politica finlandese (n. 1886)
- 1955 - Oswald Theodore Avery, medico canadese (n. 1877)
- 1956 - Frano Alfirević, poeta jugoslavo (n. 1903)
- 1956 - Charley Grapewin, attore statunitense (n. 1869)
- 1956 - Truxton Hare, multiplista, martellista e pesista statunitense (n. 1878)
- 1956 - Pëtr Petrovič Končalovskij, pittore russo (n. 1876)
- 1956 - Ottone Schanzer, letterato e librettista austriaco (n. 1877)
- 1957 - Valery Larbaud, romanziere, poeta e traduttore francese (n. 1881)
- 1957 - Antonio Lippi, generale e aviatore italiano (n. 1900)
- 1957 - Julia Morgan, architetta statunitense (n. 1872)
- 1957 - Giacomo Moriondo, pittore italiano (n. 1896)
- 1957 - Pierre Scheuer, presbitero e filosofo belga (n. 1872)
- 1957 - E.F. Symmons, regista britannico (n. 1882)
- 1958 - Travis Banton, costumista statunitense (n. 1900)
- 1958 - Albert Debrunner, linguista svizzero (n. 1884)
- 1958 - Marco II Khouzam, patriarca cattolico egiziano (n. 1888)
- 1959 - Francesco De Robertis, regista e sceneggiatore italiano (n. 1902)
- 1959 - Toni Egger, alpinista italiano (n. 1926)
- 1959 - Clelia Garibaldi, scrittrice italiana (n. 1867)
- 1959 - Alexander Rueb, scacchista e diplomatico olandese (n. 1882)
- 1959 - Guglielmo Visocchi, politico italiano (n. 1900)
- 1960 - Luigi Barnabò, arbitro di calcio italiano (n. 1889)
- 1960 - Alfredo Cairati, musicista, compositore e direttore d'orchestra italiano (n. 1875)
- 1961 - Alberico Benedicenti, farmacologo e chimico italiano (n. 1866)
- 1961 - Anna May Wong, attrice statunitense (n. 1905)
- 1962 - Paul Kugler, calciatore tedesco (n. 1889)
- 1963 - Arvid Arisholm, calciatore norvegese (n. 1888)
- 1963 - Guido Debernardi, calciatore italiano (n. 1894)
- 1963 - Giorgio Gandini, ingegnere e architetto italiano (n. 1893)
- 1963 - Pietro Pocek, pittore montenegrino (n. 1878)
- 1963 - Paolo Principi, geologo e paleontologo italiano (n. 1884)
- 1964 - Vincenzo Arangio-Ruiz, giurista e politico italiano (n. 1884)
- 1964 - Jakob Brendel, lottatore tedesco (n. 1907)
- 1964 - Carl Buchheister, pittore tedesco (n. 1890)
- 1964 - J. Peverell Marley, direttore della fotografia statunitense (n. 1901)
- 1964 - Bud Osborne, attore e stuntman statunitense (n. 1884)
- 1964 - Maria Rosa Punzirudu, cantante italiana (n. 1887)
- 1965 - Richard Palmer Blackmur, poeta e critico letterario statunitense (n. 1904)
- 1965 - Rolf Johannessen, calciatore norvegese (n. 1910)
- 1965 - Carl Johan Lind, martellista e discobolo svedese (n. 1883)
- 1965 - George Neville Watson, matematico inglese (n. 1886)
- 1966 - Laurent Verbiest, calciatore belga (n. 1939)
- 1967 - Ted Hufton, calciatore inglese (n. 1892)
- 1968 - Michele Campana, giornalista e scrittore italiano (n. 1885)
- 1968 - Salvatore Gallo Poggi, avvocato e politico italiano (n. 1875)
- 1969 - Sergej Petrovič Alekseev, regista sovietico (n. 1896)
- 1969 - John Johnsen, calciatore norvegese (n. 1895)
- 1969 - Boris Karloff, attore britannico (n. 1887)
- 1969 - Giovanni Martinelli, tenore italiano (n. 1885)
- 1969 - Johann Wenzel, agente segreto tedesco (n. 1902)
- 1970 - Lawrence Gray, attore e cantante statunitense (n. 1898)
- 1970 - Giancarlo Rastelli, cardiochirurgo italiano (n. 1933)
- 1970 - Bertrand Russell, nobile, filosofo e logico britannico (n. 1872)
- 1970 - Marianna Tirelli, collezionista d'arte e scrittrice italiana (n. 1891)
- 1970 - Jaroslav Vogel, direttore d'orchestra, compositore e scrittore ceco (n. 1894)
- 1970 - Ladislao de Gauss, pittore e pubblicitario italiano (n. 1901)
- 1971 - Domenico Agusta, imprenditore italiano (n. 1907)
- 1971 - Nino Besozzi, attore italiano (n. 1901)
- 1971 - Ramón Peón, regista e attore cubano (n. 1897)
- 1971 - Maria Bona di Savoia-Genova, principessa e scultrice italiana (n. 1896)
- 1972 - Natalie Clifford Barney, scrittrice e poeta statunitense (n. 1876)
- 1972 - Jessie Royce Landis, attrice statunitense (n. 1896)
- 1972 - Yasuma Takada, sociologo e economista giapponese (n. 1883)
- 1974 - Jean Absil, compositore belga (n. 1893)
- 1974 - Marieluise Fleißer, commediografa tedesca (n. 1901)
- 1974 - Imre Lakatos, filosofo ungherese (n. 1922)
- 1974 - Mauro Pellicioli, restauratore e pittore italiano (n. 1887)
- 1975 - Maurice Blitz, pallanuotista belga (n. 1891)
- 1975 - Lucilla Calfus Antonelli, scrittrice e giornalista italiana (n. 1886)
- 1975 - María Corda, attrice ungherese (n. 1898)
- 1975 - Norman Dawn, effettista e regista cinematografico statunitense (n. 1884)
- 1975 - Irene Harand, attivista austriaca (n. 1900)
- 1975 - Eino Tukiainen, ginnasta finlandese (n. 1915)
- 1975 - Bryan Wynter, pittore britannico (n. 1915)
- 1975 - Lodovico Zanini, scrittore italiano (n. 1883)
- 1977 - Hans Bohnenkamp, pedagogista tedesco (n. 1893)
- 1977 - Lino Fregosi, calciatore italiano (n. 1916)
- 1977 - Erzsi Simor, attrice ungherese (n. 1913)
- 1978 - Karl Altenburger, ciclista su strada tedesco (n. 1909)
- 1978 - Wendy Barrie, attrice britannica (n. 1912)
- 1978 - Natale Gorini, politico italiano (n. 1895)
- 1978 - William Holmes, montatore statunitense (n. 1904)
- 1978 - Gotfred Johansen, pugile danese (n. 1895)
- 1978 - Maurice Tillieux, fumettista belga (n. 1921)
- 1979 - Nikolaj Plotnikov, attore sovietico (n. 1897)
- 1979 - Sid Vicious, bassista e cantante britannico (n. 1957)
- 1980 - Giovanni Baccaglini, calciatore italiano (n. 1911)
- 1980 - Paolo Chini, chimico italiano (n. 1928)
- 1980 - Herberts Gubiņš, cestista lettone (n. 1914)
- 1980 - Ray Heindorf, compositore statunitense (n. 1908)
- 1980 - William Stein, biochimico statunitense (n. 1911)
- 1981 - Hugh Joseph Addonizio, politico statunitense (n. 1914)
- 1981 - Louise Lorraine, attrice statunitense (n. 1904)
- 1981 - Vincenzo Monti, imprenditore italiano (n. 1906)
- 1981 - Egidio Nardi, ufficiale italiano (n. 1894)
- 1982 - Gemma Bosini, soprano italiano (n. 1890)
- 1982 - György Debrödy, militare e aviatore ungherese (n. 1921)
- 1982 - Paulino Frydman, scacchista polacco (n. 1905)
- 1982 - Jacque Mercer, modella statunitense (n. 1931)
- 1982 - Cesarina Valobra, soprano italiano (n. 1901)
- 1983 - Corentin Louis Kervran, pseudoscienziato francese (n. 1901)
- 1983 - Moshe Menuhin, scrittore russo (n. 1893)
- 1985 - Bianca Doria, attrice italiana (n. 1915)
- 1986 - Nils Alwall, inventore e medico svedese (n. 1904)
- 1986 - Gino Hernandez, wrestler statunitense (n. 1957)
- 1986 - Gino Pedroli, fotografo svizzero (n. 1898)
- 1987 - Carlos José Castilho, calciatore e allenatore di calcio brasiliano (n. 1927)
- 1987 - Alfred Lion, produttore discografico tedesco (n. 1908)
- 1987 - Alistair MacLean, scrittore britannico (n. 1922)
- 1987 - Edna Manley, scultrice e politica giamaicana (n. 1900)
- 1987 - Mary McKinney, supercentenaria statunitense (n. 1873)
- 1987 - Jakov Borisovič Ėstrin, scacchista sovietico (n. 1923)
- 1988 - Giuseppe Codacci Pisanelli, politico e giurista italiano (n. 1913)
- 1988 - Solomon Cutner, pianista inglese (n. 1902)
- 1988 - Rossana Martini, attrice italiana (n. 1926)
- 1988 - Alois Mourek, calciatore cecoslovacco (n. 1903)
- 1988 - Giuseppe Novello, pittore e illustratore italiano (n. 1897)
- 1989 - Archimede Nardi, calciatore italiano (n. 1916)
- 1989 - Ondrej Nepela, pattinatore artistico su ghiaccio cecoslovacco (n. 1951)
- 1989 - Isa Petrozzani, pittrice italiana (n. 1913)
- 1989 - Walter M. Scott, scenografo statunitense (n. 1906)
- 1990 - Paul Ariste, linguista e esperantista estone (n. 1905)
- 1990 - Pietro Carbone, magistrato italiano (n. 1918)
- 1990 - Mary Kathleen Crichton, nobildonna britannica (n. 1905)
- 1990 - Benedict Daswa, beato sudafricano (n. 1946)
- 1990 - Enrico De Pedis, mafioso italiano (n. 1954)
- 1990 - Mel Lewis, batterista statunitense (n. 1929)
- 1990 - Elettra Pollastrini, politica italiana (n. 1908)
- 1990 - Don Welsh, calciatore e allenatore di calcio britannico (n. 1911)
- 1991 - Vincenzo De Falco, mafioso italiano (n. 1953)
- 1991 - Natalie Kingston, attrice statunitense (n. 1905)
- 1991 - Franco Latini, doppiatore, direttore del doppiaggio e attore italiano (n. 1927)
- 1991 - Howie Rader, cestista statunitense (n. 1921)
- 1992 - Paul Huston, cestista statunitense (n. 1925)
- 1992 - Mustafa Jagly-Ogly, sollevatore sovietico (n. 1934)
- 1992 - Bredo Wass, calciatore norvegese (n. 1903)
- 1993 - Gino Bechi, baritono e attore italiano (n. 1913)
- 1993 - Emilio Bulgarelli, pallanuotista italiano (n. 1917)
- 1993 - Clemente Fracassi, regista e produttore cinematografico italiano (n. 1917)
- 1993 - Manlio Guardabassi, attore, doppiatore e regista italiano (n. 1916)
- 1993 - Michael Klein, calciatore rumeno (n. 1959)
- 1993 - Emmett Morrison, cestista statunitense (n. 1915)
- 1993 - Harry Nilsson, calciatore svedese (n. 1916)
- 1993 - François Reichenbach, regista e sceneggiatore francese (n. 1921)
- 1993 - Alexander Schneider, violinista, direttore d'orchestra e docente russo (n. 1908)
- 1994 - Steve Barclay, attore statunitense (n. 1918)
- 1994 - Jean Couturier, cestista francese (n. 1911)
- 1994 - Marija Gimbutas, archeologa e linguista lituana (n. 1921)
- 1994 - Otto Kippes, astronomo tedesco (n. 1905)
- 1994 - Mary Washburn, velocista statunitense (n. 1907)
- 1994 - Annemie Wolff, fotografa olandese (n. 1906)
- 1995 - Tikvah Alper, fisica sudafricana (n. 1909)
- 1995 - André Frossard, giornalista e saggista francese (n. 1915)
- 1995 - Fred Perry, tennista, tennistavolista e imprenditore britannico (n. 1909)
- 1995 - Donald Pleasence, attore britannico (n. 1919)
- 1995 - Alessandro Seppilli, igienista e politico italiano (n. 1902)
- 1995 - Herman Tuvesson, lottatore svedese (n. 1902)
- 1995 - Willard Waterman, attore statunitense (n. 1914)
- 1995 - Luisa Zille, musicista, storica e poetessa italiana (n. 1941)
- 1996 - Fred Keller, psicologo e pedagogista statunitense (n. 1899)
- 1996 - Gene Kelly, ballerino, attore e cantante statunitense (n. 1912)
- 1997 - Raúl de Anda, attore, regista e produttore cinematografico messicano (n. 1908)
- 1997 - Jorio Borchi, politico italiano (n. 1925)
- 1997 - Erich Eliskases, scacchista austriaco (n. 1913)
- 1997 - Karsten Johannessen, calciatore norvegese (n. 1920)
- 1997 - Sanford Meisner, attore, insegnante e direttore artistico statunitense (n. 1905)
- 1997 - Raimundo Saporta, dirigente sportivo spagnolo (n. 1926)
- 1997 - Theodoros Stamos, pittore statunitense (n. 1922)
- 1997 - Chico Science, cantante e compositore brasiliano (n. 1966)
- 1998 - Alessandro Brucellaria, partigiano, politico e imprenditore italiano (n. 1914)
- 1998 - Raymond Cattell, psicologo britannico (n. 1905)
- 1998 - Duilio Del Prete, attore, cantautore e cabarettista italiano (n. 1938)
- 1998 - Karl Walter Kamper, astronomo statunitense (n. 1941)
- 1998 - Pietro Masala, sollevatore italiano (n. 1944)
- 1998 - Roger L. Stevens, produttore teatrale e imprenditore statunitense (n. 1910)
- 1998 - Francesco Tagliamonte, politico italiano (n. 1927)
- 1998 - Haroun Tazieff, ingegnere, agronomo e geologo polacco (n. 1914)
- 1999 - Jerry Nagel, cestista statunitense (n. 1928)
- 1999 - Tunku Kurshiah, sovrana malese (n. 1911)
- 1999 - Marie Van Brittan Brown, inventrice statunitense (n. 1922)
- 2000 - Giuseppe Billanovich, filologo, critico letterario e italianista italiano (n. 1913)
- 2000 - Magda Foy, attrice statunitense (n. 1905)
- 2000 - Teruki Miyamoto, calciatore giapponese (n. 1940)
- 2000 - Francis Stuart, scrittore, giornalista e saggista irlandese (n. 1902)

## XXI secolo(161)
- 2001 - Ênio Rodrigues, calciatore brasiliano (n. 1930)
- 2001 - Lino Monchieri, scrittore e attivista italiano (n. 1922)
- 2001 - Freddy Wittop, costumista e ballerino olandese (n. 1911)
- 2002 - Paul Baloff, cantante statunitense (n. 1960)
- 2002 - Ezio Bienaimé, architetto italiano (n. 1923)
- 2002 - Alberto Ceccherini, cestista e allenatore di pallacanestro italiano (n. 1954)
- 2002 - Ed Jucker, allenatore di pallacanestro statunitense (n. 1916)
- 2002 - Thomas Morley, botanico statunitense (n. 1917)
- 2002 - Robert Ouédraogo, presbitero e musicista burkinabé (n. 1922)
- 2002 - Carlo Urru, vescovo cattolico italiano (n. 1915)
- 2003 - Carlos Alberto Etchandy Gimeno Navarro, arcivescovo cattolico brasiliano (n. 1931)
- 2003 - Lou Harrison, compositore e musicista statunitense (n. 1917)
- 2003 - Emilia Hazelip, agricoltrice spagnola (n. 1937)
- 2003 - Jack Lauterwasser, ciclista su strada e pistard britannico (n. 1904)
- 2003 - Marcello Truzzi, sociologo statunitense (n. 1935)
- 2003 - Eizō Yuguchi, calciatore giapponese (n. 1944)
- 2004 - Gianfranco Cecchin, psichiatra e psicoterapeuta italiano (n. 1932)
- 2004 - Henry Cockburn, calciatore inglese (n. 1921)
- 2004 - Riki Maiocchi, cantante italiano (n. 1940)
- 2004 - Maddalena Nodari, pittrice italiana (n. 1915)
- 2004 - Róbert Zimonyi, canottiere ungherese (n. 1918)
- 2005 - Svein Kvia, allenatore di calcio e calciatore norvegese (n. 1947)
- 2005 - Goffredo Lombardo, produttore cinematografico e produttore discografico italiano (n. 1920)
- 2005 - Diana Sabbi, partigiana italiana (n. 1922)
- 2005 - Max Schmeling, pugile e attore tedesco (n. 1905)
- 2005 - Yvonne Sherman, pattinatrice artistica su ghiaccio statunitense (n. 1930)
- 2005 - Jerzy Wojnar, slittinista polacco (n. 1930)
- 2005 - Edward M. Wright, matematico inglese (n. 1906)
- 2006 - Giuseppe Cittadini, politico italiano (n. 1926)
- 2006 - Guglielmo Letteri, fumettista italiano (n. 1926)
- 2007 - Gina Borellini, partigiana e politica italiana (n. 1919)
- 2007 - Aldo Brunacci, presbitero italiano (n. 1914)
- 2007 - Ovidio Lari, vescovo cattolico italiano (n. 1919)
- 2007 - Gisèle Pascal, attrice francese (n. 1921)
- 2007 - Filippo Raciti, poliziotto italiano (n. 1967)
- 2007 - Masao Takemoto, ginnasta giapponese (n. 1919)
- 2007 - Eric Von Schmidt, musicista e pittore statunitense (n. 1931)
- 2008 - Joshua Lederberg, microbiologo statunitense (n. 1925)
- 2008 - Barry Morse, attore britannico (n. 1918)
- 2008 - Michele Ranchetti, storico e traduttore italiano (n. 1925)
- 2009 - Paul Birch, calciatore inglese (n. 1962)
- 2009 - Ralph Kaplowitz, cestista statunitense (n. 1919)
- 2009 - Jean Martin, attore francese (n. 1922)
- 2009 - Negahban, archeologo iraniano (n. 1921)
- 2009 - Gennaro Olivieri, personaggio televisivo e arbitro di hockey su ghiaccio svizzero (n. 1922)
- 2009 - Louis Proost, ciclista su strada belga (n. 1935)
- 2010 - Rosa Lobato de Faria, poetessa, paroliera e attrice portoghese (n. 1932)
- 2010 - Agostino Melotti, partigiano e politico italiano (n. 1919)
- 2010 - Eustace Mullins, scrittore e saggista statunitense (n. 1923)
- 2010 - Nelli Shkolnikova, violinista e insegnante sovietica (n. 1928)
- 2011 - Adriano Bozzolo, scultore italiano (n. 1927)
- 2011 - Alberto Burdese, giurista italiano (n. 1927)
- 2011 - Gemma D'Alba, attrice italiana (n. 1917)
- 2011 - Margaret John, attrice gallese (n. 1926)
- 2011 - Roger Strickland, cestista statunitense (n. 1940)
- 2011 - Koen Wessing, fotografo olandese (n. 1942)
- 2012 - Frederick William Danker, lessicografo, grecista e biblista statunitense (n. 1920)
- 2012 - Elwyn Friedrich, hockeista su ghiaccio e allenatore di hockey su ghiaccio svizzero (n. 1933)
- 2012 - Dorothy Gilman, scrittrice statunitense (n. 1923)
- 2012 - Leif Olsen, calciatore norvegese (n. 1927)
- 2012 - Gianfranco Pardi, pittore e scultore italiano (n. 1933)
- 2013 - John Kerr, attore statunitense (n. 1931)
- 2013 - Chris Kyle, militare e imprenditore statunitense (n. 1974)
- 2013 - Cathie Merchant, attrice statunitense (n. 1945)
- 2014 - Gerd Albrecht, direttore d'orchestra tedesco (n. 1935)
- 2014 - Eduardo Coutinho, regista e giornalista brasiliano (n. 1933)
- 2014 - Émile Guérinel, ciclista su strada francese (n. 1929)
- 2014 - Philip Seymour Hoffman, attore statunitense (n. 1967)
- 2014 - Spartaco Marangoni, politico e partigiano italiano (n. 1924)
- 2014 - Enzo Muzii, regista, scrittore e sceneggiatore italiano (n. 1926)
- 2014 - J.D. Okhai Ojeikere, artista e fotografo nigeriano (n. 1930)
- 2014 - Thomas Olumbo, allenatore di pallacanestro keniota
- 2015 - Joseph Alfidi, pianista, compositore e direttore d'orchestra statunitense (n. 1949)
- 2015 - Frank Borghi, calciatore statunitense (n. 1925)
- 2015 - Dalmo Gaspar, allenatore di calcio e calciatore brasiliano (n. 1932)
- 2015 - Ken Hawkes, calciatore inglese (n. 1933)
- 2015 - Natale Iamonte, mafioso italiano (n. 1927)
- 2015 - Karl-Erik Palmér, calciatore svedese (n. 1929)
- 2015 - Renato Paracchi, attore italiano (n. 1929)
- 2015 - Ilijas Pašić, allenatore di calcio e calciatore jugoslavo (n. 1934)
- 2015 - Piero Provezza, allenatore di calcio e calciatore italiano (n. 1929)
- 2015 - Stewart Stern, sceneggiatore e attore statunitense (n. 1922)
- 2016 - Aldo Bufi Landi, attore italiano (n. 1923)
- 2016 - Abraham Cohen, schermidore statunitense (n. 1924)
- 2016 - Bob Elliott, attore e comico statunitense (n. 1923)
- 2016 - Srđan Kalember, cestista e allenatore di pallacanestro jugoslavo (n. 1928)
- 2016 - Alessandro Mazzoni, ingegnere aeronautico italiano (n. 1931)
- 2016 - Mirella Uberti, attrice italiana (n. 1932)
- 2017 - José Antonio Alonso, politico e giurista spagnolo (n. 1960)
- 2017 - Jean Bogaerts, ciclista su strada e pistard belga (n. 1925)
- 2017 - Antonino Buttitta, antropologo e politico italiano (n. 1933)
- 2017 - Bruno Fracchia, politico italiano (n. 1926)
- 2017 - Max Lüscher, psicoterapeuta, sociologo e filosofo svizzero (n. 1923)
- 2017 - Predrag Matvejević, francesista jugoslavo (n. 1932)
- 2017 - Enzo Milioni, sceneggiatore e regista italiano (n. 1934)
- 2017 - Shun'ichirō Okano, allenatore di calcio e calciatore giapponese (n. 1931)
- 2017 - Lori Randi, attrice e cantante italiana (n. 1922)
- 2017 - Philippe Rolland, prete francese (n. 1940)
- 2017 - Mario Rossi, generale italiano (n. 1922)
- 2018 - Carlo Brugnami, ciclista su strada italiano (n. 1938)
- 2018 - Tomás Gutiérrez Ferrer, cestista portoricano (n. 1940)
- 2018 - Gianni Pasquarelli, dirigente d'azienda e giornalista italiano (n. 1928)
- 2018 - Joseph Polchinski, fisico statunitense (n. 1954)
- 2019 - Catherine Burns, attrice statunitense (n. 1945)
- 2019 - Luigi Coeli, calciatore italiano (n. 1927)
- 2019 - Carol Emshwiller, scrittrice statunitense (n. 1921)
- 2019 - Mario Grasselli, scrittore e saggista italiano (n. 1924)
- 2019 - Roberto Perini, disegnatore e vignettista italiano (n. 1950)
- 2019 - Omar Wehbe, calciatore argentino (n. 1944)
- 2020 - Peter Aluma, cestista nigeriano (n. 1973)
- 2020 - Mike Hoare, mercenario britannico (n. 1919)
- 2020 - Ivan Kral, compositore, polistrumentista e produttore discografico ceco (n. 1948)
- 2020 - Enemésio Ângelo Lazzaris, vescovo cattolico e religioso brasiliano (n. 1948)
- 2020 - Mike Moore, politico neozelandese (n. 1949)
- 2020 - Ryszard Olszewski, cestista polacco (n. 1932)
- 2020 - Marius Walter, calciatore francese (n. 1927)
- 2021 - Mauro Benvenuti, calciatore italiano (n. 1934)
- 2021 - David Donato, cantante statunitense (n. 1954)
- 2021 - Marisa Gentilin, cestista italiana (n. 1936)
- 2021 - Walter Graf, bobbista svizzero (n. 1937)
- 2021 - Millie Hughes-Fulford, astronauta e chimica statunitense (n. 1945)
- 2021 - Pepi Merisio, fotografo e fotoreporter italiano (n. 1931)
- 2021 - Tom Moore, ufficiale e militare britannico (n. 1920)
- 2021 - Fausta Morganti, politica e insegnante sammarinese (n. 1944)
- 2021 - Francesco Panzino, arbitro di calcio italiano (n. 1933)
- 2022 - Ivano Comba, calciatore italiano (n. 1960)
- 2022 - Joe Diorio, chitarrista, compositore e produttore discografico statunitense (n. 1936)
- 2022 - Bernd Dobermann, calciatore tedesco orientale (n. 1944)
- 2022 - Bill Fitch, allenatore di pallacanestro e dirigente sportivo statunitense (n. 1932)
- 2022 - Ezio Frigerio, scenografo italiano (n. 1930)
- 2022 - Monica Vitti, attrice italiana (n. 1931)
- 2023 - Don Bielke, cestista e allenatore di pallacanestro statunitense (n. 1932)
- 2023 - Enzo Carra, giornalista e politico italiano (n. 1943)
- 2023 - Monica Comegna, attrice italiana (n. 1980)
- 2023 - Glória Maria, giornalista e conduttrice televisiva brasiliana (n. 1949)
- 2023 - Jean-Pierre Jabouille, pilota automobilistico francese (n. 1942)
- 2023 - Lanny Poffo, wrestler e scrittore statunitense (n. 1954)
- 2023 - René Schérer, filosofo francese (n. 1922)
- 2023 - Carla Vangelista, scrittrice, sceneggiatrice e traduttrice italiana (n. 1954)
- 2023 - James C. Wofford, cavaliere statunitense (n. 1944)
- 2023 - Ioannis Zizioulas, vescovo ortodosso e teologo greco (n. 1931)
- 2024 - Luciano Alfieri, calciatore italiano (n. 1936)
- 2024 - Alessandro Barberis, dirigente d'azienda italiano (n. 1937)
- 2024 - Wilhelmenia Fernandez, attrice e soprano statunitense (n. 1949)
- 2024 - Jonnie Irwin, conduttore televisivo, scrittore e dirigente d'azienda britannico (n. 1973)
- 2024 - Francisco Jara, calciatore messicano (n. 1941)
- 2024 - Wayne Kramer, musicista e chitarrista statunitense (n. 1948)
- 2024 - Don Murray, attore statunitense (n. 1929)
- 2024 - Lorenzo Olarte, politico, banchiere e dirigente d'azienda spagnolo (n. 1932)
- 2024 - Lino Pizzoferrato, ciclista su strada italiano (n. 1936)
- 2024 - Christopher Priest, scrittore di fantascienza britannico (n. 1943)
- 2025 - Mark Dyczkowski, indologo e musicista britannico (n. 1951)
- 2025 - Sergej Efremov, politico e militare russo (n. 1973)
- 2025 - Friedrich Braun, cestista brasiliano (n. 1941)
- 2025 - Björgólfur Guðmundsson, imprenditore e dirigente sportivo islandese (n. 1941)
- 2025 - Barbie Hsu, cantante, attrice e conduttrice televisiva taiwanese (n. 1976)
- 2025 - P. H. Moriarty, attore britannico (n. 1939)
- 2025 - Brian Murphy, attore britannico (n. 1932)
- 2025 - Ogün Altıparmak, calciatore turco (n. 1938)
- 2025 - Siegbert Rampe, direttore d'orchestra, clavicembalista e organista tedesco (n. 1964)
- 2025 - Alan Shoulder, calciatore e allenatore di calcio inglese (n. 1953)

## Senza anno specificato(1)
- Bertoldo di Kremsmünster, religioso e storico austriaco